# Orosomukoid
Orosomukoid, též zvaný α1-kyselý glykoprotein (AGP), je glykoprotein z krevní plazmy. V případě lidského AGP jde o jednu z nejintenzivněji studovaných bílkovin krevního séra. I když dosud nebyla struktura ani fyziologická role této bílkoviny zcela objasněna, je zřejmé, že jde o protein akutní fáze, jehož koncentrace vzrůstá při patologických stavech, proto je využívána v lékařských testech jako indikátor potenciálních patologických stavů.

## Struktura
Molekulu lidského AGP tvoří jeden řetězec 183 aminokyselin, kódovaný dvěma geny ORM1 a ORM2 s neobvykle vysokým počtem možných substitucí, na 22 pozicích. Přesto existují jen tři genetické varianty této bílkoviny (značené jako A, F1 a S). Mezi cysteiny 5–147 a 72–164 se vytvářejí dva disulfidické můstky.
Z celkové relativní molekulové hmotnosti AGP, 41 kDa, připadá přibližně 42 % na cukernou složku tvořenou rozvětvenými glykany (druhý největší známý obsah cukerné složky u proteinů), které jsou k hlavnímu řetězci vázány na pěti místech N-glykosidickými vazbami (Asn rezidua 15, 38, 54, 75 a 85). Tyto glykany jsou di- až pentaantenární, přičemž i výskyt různých typů je podmíněn geneticky a souvisí s jejich pozicí na peptidovém řetězci, případně kolísá při různých patologických stavech. Cukerná složka má významný vliv na výtečnou rozpustnost AGP a přispívá též k mimořádné tepelné stabilitě této bílkoviny.

## Fyziologická funkce
Fyziologická role této bílkoviny zatím není zcela vyjasněna. V krevní plazmě se běžně vyskytuje v koncentraci 0,6 až 1,2 mg/ml. Je známo, že hladina AGP v krvi roste při zánětlivých procesech, jako jsou různé formy zhoubných nádorů, některá infekční onemocnění, a také větší chirurgické výkony, stejně tak ovšem vzrůstá i v těhotenství. Současně byla prokázána schopnost AGP vázat in vitro různé ligandy, jejichž spektrum je velmi široké – sahající od malých anorganických iontů po steroidní hormony a různé léky, a to jak bazické, tak neutrální i kyselé. Zdá se tedy že AGP by mohl být primárně transportérem.